# Поручение президента Российской Федерации
Поруче́ние президе́нта Росси́йской Федера́ции (Поруче́ние президе́нта России) — служебный документ (согласно официальной позиции Администрации Президента России), издаваемый президентом Российской Федерации. Поручение (в отличие от указа или распоряжения Президента) не является нормативно-правовым актом и не содержит норм права. Поручение не подлежит обязательной публикации. У Поручения всегда есть конкретный адресат — государственный орган, организация или должностное лицо. Именно этот адресат получает текст Поручения. Поручение не имеет обязательного характера для тех, кому не адресовано. На практике в России поручения Президента часто становятся основой для издания нормативно-правовых актов, принятия каких-либо мер со стороны государственных органов. В 2020 году поправки в Конституцию Российской Федерации впервые узаконили Поручение как документ на конституционном уровне.

## История Поручений президента России
Понятие «поручение президента» существовало в России еще до принятия Конституции 1993 года. Впервые поручения Президента в российской правовой системе появились в Указе Президента Российской Федерации от 26 февраля 1992 года № 193. Этим указом президент поручал вице-президенту осуществлять координацию работы органов власти по отдельным направлениям деятельности. Для выполнения этих поручений вице-президент был наделен правомочием издавать распоряжения, обязательные для исполнения органами исполнительной власти. Этот указ также закреплял персональную ответственность вице-президента за выполнение поручений президента. В апреле 1993 года Указ Президента от 26 февраля 1992 года № 193 был отменен.
В первые годы после принятия Конституции Российской Федерации в России отсутствовали федеральные законы по многим вопросам. Российский парламент, обладавший исключительным правом принимать законы, в отдельные годы принимал их крайне редко. За 1994 год российский парламент принял только 6 законов, а за 1995 год — 37 законов. Поэтому в 1990-е годы указы президента России часто регулировали те вопросы, которые должны были быть прописаны в федеральных законах. Указы издавались по самому широкому кругу вопросов и к 1999 году их было уже 1172. Это время в литературе получило название периода «указного нормотворчества» («указное право», как его называл В. О. Лучин), когда шло противостояние Ельцина и российского парламента.
Президент России Борис Ельцин мотивировал такое большое количество своих указов тем, что необходимо принять неотложные меры по защите конституционных прав граждан. Правовая основа для такой практики была. Конституционный суд Российской Федерации принял Постановление от 30 апреля 1996 года, которым установил, что Президент России может издавать указы по вопросам, которые должны решаться федеральным законом. В Постановлении отмечалось, что эти указы не должны противоречить Конституции России и действующим федеральным законам. Постановление Конституционного суда также устанавливало, что действие Указа такого рода прекращается, когда будет принят и вступит в силу федеральный закон, регламентирующий тот вопрос, которому посвящен Указ Президента России. В 1990-е годы между Президентом и оппозиционным большинством Государственной думы было противостояние. Государственная дума часто не принимала президентские законопроекты. Президент Борис Ельцин накладывал вето на законопроекты, принятые Государственной думой. В итоге вместо законов функционировали указы Президента России. В 1996 году В. О. Лучин писал, что Ельцин свои действия направлял на отмену Конституции, на изменение и пересмотру законодательства, но «не имея возможности осуществлять эти действия легитимным путем и желая придать своим акциям видимость правомерности, он параллельно к существующей системе законов начал создавать систему конкурирующих нормативных актов — указов».
После провозглашения Постановления Конституционного суда Российской Федерации Борис Ельцин издал указ от 6 ноября 1996 года № 1536. В этом указе Ельцин предписал выполнять поручения Президента следующим должностным лицам:
- Всем федеральным органам исполнительной власти;
- Органам исполнительной власти субъектов Российской Федерации.

Указ Президента России № 1536 устанавливал персональную ответственность за «своевременное и полное исполнение поручений Президента Российской Федерации» и обязывал предоставлять информацию о принятых мерах по исполнению поручений Президента. Предполагалось привлекать тех, кто не исполняет поручения президента к дисциплинарной ответственности. Впрочем наказание должностных лиц за неисполнение поручений президента применялись и до выхода указа № 1536. Например, указом Президента России от 16 января 1996 года был снят с должности первого вице-премьера Правительства России Анатолий Чубайс. Одним из оснований для такого решения согласно указу Ельцина было невыполнение Чубайсом «ряда поручений Президента Российской Федерации». В министерствах были приняты специальные приказы, устанавливающие ответственность для должностных лиц за невыполнение поручений Президента России.
Указ от 6 ноября 1996 года № 1536 ввел систему упреждающего контроля, предполагающая заблаговременное информирование руководителями Контрольного управления Президента Российской Федерации о принятых мерах по исполнению поручений. Тем не менее, законом статус поручений никак не был определен. Так, федеральный конституционный закон от 17 декабря 1997 года № 2-ФКЗ «О Правительстве Российской Федерации» не регулировал отношения, связанные с оформлением и исполнением поручений Президента Российской Федерации.
В некоторых указах и распоряжениях Президента России в 1990-е годы содержатся упоминания о «поручениях» другим органам власти. Например, в распоряжение Президента РФ от 17 сентября 1998 г. № 343-рп «О мерах по усилению противодействия незаконному обороту наркотических средств, психотропных веществ и злоупотреблению ими» содержатся уже шесть поручений Правительству России и пять рекомендаций органам власти субъектов Федерации. Администрация Ельцина в 1990-е годы издавала бюллетень «Президентский контроль», в котором имелась рубрика под названием: «Президент дал поручение». Впрочем, поручения Президента в 1990-е годы часто не выполнялись. Поручения имели большое значение в 1990-е годы. Очень часто в рамках поручения выделялись средства из федерального бюджета. Получилась парадоксальная ситуация — поручение юридически не имело статус нормативно-правового акта, но именно с помощью поручений (а не предусмотренных Конституцией России указов и распоряжений) в 1990-е годы из федерального бюджета Президент направлял средства на те или иные нужды. При этом не все поручения потом оформлялись в нормативно-правовые акты. Практика дачи поручений была распространена широко. Так, в 1990-е годы поручения давали по указанию Ельцина сотрудники его Администрации — руководитель, его заместители и помощники Президента. При этом Главное контрольное управление Администрации Президента следило и за выполнением этих поручений.
Особенностью 1990-х годов было сохранение практики устных указаний Президента России. Эта практика происходила из советского прошлого. При этом в 1990-е годы (как и в советский период) устные приказы имели приоритет над письменными. Причем устные указания имели приоритет в том числе над письменными поручениями Президента России. Это прекрасно понимал премьер-министр Виктор Черномырдин, который описывал эту практику следующим образом:

Устные задания, которые получал премьер [от Ельцина]... выполнялись неукоснительно, чего нельзя сказать об указах или даже письменных поручениях Президента. То есть слова, сказанные с глазу на глаз, по аппаратной значимости перевешивали бумаги
В 2000-е годы политическая ситуация в России существенно изменилась. В Государственной думе сложилось пропрезидентское большинство. Был принят ряд федеральных законов, которые стали регулировать те вопросы, которые до того регламентировались во временном порядке указами и распоряжениями Президента России. Однако практика дачи Президентом поручений сохранилась в 2000-е годы. Более того, эта практика была усовершенствована. Подразумевалось, что поручение обязательно для исполнения. Указом Президента России от 21 июня 2004 года № 791 «Об утверждении положения об управлении Президента Российской Федерации по внутренней политике» предусматривал, что это Управление должно участвовать в организации проверок исполнения в субъектах Российской Федерации в том числе поручений Президента России. Тем не менее, поручения давались не во всех сферах. Например, первые поручения президента Российской Федерации в сфере миграции были даны только в марте 2020 года, а до того времени в сфере миграции глава государства поручений не давал.
Указ Президента Российской Федерации № 1536 действовал до 2011 года, когда был отменен в связи с изданием Указа Президента Российской Федерации от 28 марта 2011 года № 352 «О мерах по совершенствованию организации исполнения поручений и указаний Президента Российской Федерации». Указ от 28 марта 2011 года № 352 существенно изменил предметную сферу для поручений: была уточнена их формальная составляющая и был предельно детально очерчен порядок исполнения. В 2010-е годы поручения издавались президентом достаточно часто. Так, в 2019 году в качестве отдельного документа были изданы 61 поручение Президента России, а за первые шесть месяцев 2020 года президент издал 48 поручений. Помимо них были поручения, которые не были опубликованы.

## Нормативно-правовые акты, регламентирующие порядок издания и исполнения Поручений Президента России
Конституция Российской Федерации устанавливает два вида актов, которые может издавать Президент России: указ и распоряжение.  Формально Конституция не устанавливает какой из этих видов - указы или распоряжения - обладают большей юридической силой. Кандидат юридических наук О.Н. Кичалюк отмечает, что указ обладает более высокой юридической силой, чем распоряжение. Однако были распоряжения, которые были изданы по тем же вопросам, что и указы.
Конституция России предусматривает такой документ как Послание Президента России Федеральному собранию. Кроме того, Президент России издает следующие юридические документы, особенности принятия и издания которых в российском законодательстве (по состоянию на 2021 год) не регламентированы: запросы, заключения, письма, обращения, программы, стратегии, концепции и доктрины. До 2020 года понятие «поручение президента Российской Федерации» встречалось в Конституции России только один раз — в части 5 статьи 117:

В случае отставки или сложения полномочий Правительство Российской Федерации по поручению Президента России продолжает действовать до сформирования нового Правительства Российской Федерации
В 1990-е годы понятие «поручение Президента Российской Федерации» в законодательстве отсутствовало. Сами поручения Президента России содержали конкретные указания и данные адресата, а также дату и номер. При этом, в отличие от нормативно-правовых актов, президентские поручения в 1990-е годы не имели никакого заголовка.
Порядок исполнения Поручений Президента России был определен Указом Президента России № 352 «О мерах по совершенствованию организации и исполнения поручений и указаний Президента Российской Федерации» (вступил в законную силу в июле 2011 года). Данный Порядок распространяется не на все Поручения Президента России. В пункте 10 Порядка указано, что он не распространяется на решения Президента России, содержащиеся в протоколах заседаний Совета Безопасности Российской Федерации и оперативных совещаний с постоянными членами Совета Безопасности Российской Федерации, заседаний консультативных и совещательных органов. Постановление Правительства России от 16 августа 2011 года внесло поправки к «Типовому регламенту взаимодействия федеральных органов исполнительной власти», в которых определило особенности исполнения поручений Президента. Также порядок издания поручений Президента Российской Федерации регламентирован Положением об администрации Президента Российской Федерации.

### После поправок в Конституцию России 2020 года
В июле 2020 года в Конституцию России были внесены поправки. В результате понятие «поручение Президента Российской Федерации» стало упоминаться в Конституции России трижды. Первое упоминание «поручений Президента Российской Федерации» встречается в статье 113 Конституции России (где речь идет об обязанностях премьер-министра России по организации работы Правительства):

Председатель Правительства Российской Федерации в соответствии с Конституцией Российской Федерации, федеральными законами, указами, распоряжениями, поручениями Президента Российской Федерации организует работу правительства Российской Федерации. Председатель Правительства Российской Федерации несет персональную ответственность перед Президентом Российской Федерации за осуществление возложенных на Правительство Российской Федерации полномочий
Второе упоминание «поручений» встречается в части 1 статьи 115 Конституции России (где описано нормотворчество Правительства России):

На основании и во исполнение Конституции Российской Федерации, федеральных законов, указов, распоряжений, поручений Президента Российской Федерации Правительство Российской Федерации издает постановления и распоряжения, обеспечивает их исполнение
Третье упоминание «поручений» содержится в части 5 статьи 117 Конституции России:

В случае отставки или сложения полномочий Правительство Российской Федерации по поручению Президента России продолжает действовать до сформирования нового Правительства Российской Федерации. В случае освобождения от должности Президентом Российской Федерации или отставки Председателя Правительства Российской Федерации, Заместителя Председателя Правительства Российской Федерации, федерального министра Президент Российской Федерации вправе поручить этому лицу продолжать исполнять обязанности по должности или возложить их исполнение на другое лицо до соответствующего назначения
Таким образом, поправки 2020 года впервые узаконили «Поручение Президента Российской Федерации» как документ на конституционном уровне. После принятия поправок в Конституцию был принят закон, который установил порядок исполнения поручений Президента России в контрольно-надзорной деятельности. Федеральный закон от 31 июля 2020 года № 248-ФЗ (в редакции от 4 июня 2021 года) «О государственном контроле (надзоре) и муниципальном контроле» установил рамочные правила в сфере утверждения поручений и механизма их реализации. Этот закон повлек изменения в более чем 100 законах. Статья 3 этого закона установила, что нормативно-правовое регулирование контрольно-надзорной деятельности осуществляется, помимо федеральных законов, также актами Президента Российской Федерации (в том числе поручениями). Статья 57 этого закона установила, что основанием для проведения контрольных (надзорных) мероприятий является поручение президента России об их проведении в отношении конкретных контролируемых лиц. При этом статья 62 этого закона не раскрывает порядок принятия поручений о проведении контрольных (надзорных) мероприятий Президентом Российской Федерации, используя отсылочную норму к законодательству России (без указания наименования законов). Эта ситуация отличается от законодательства о прокурорском надзоре: требования прокурора о проведении контрольно-надзорных мероприятий направляется в установленном федеральным законом от 17 января 1992 года № 2202-1 (в редакции от 1 июля 2021 года) «О прокуратуре Российской Федерации» порядке.

## Адресаты Поручений Президента России
Конституция Российской Федерации предусматривает только двух адресатов поручения Президента России:
- Председатель Правительства Российской Федерации;
- Правительство Российской Федерации.

Однако на практике круг адресатов поручений Президента Российской Федерации гораздо шире. Согласно Указу Президента Российской Федерации от 28 марта 2011 года № 352 поручение президента может быть дано любому федеральному государственному органу, а также главе субъекта Российской Федерации. Поручения печатаются на специальных бланках, имеют нумерацию, дату издания, подпись. Иногда адресатом поручения является должностное лицо государственной компании. Например, президент Дмитрий Медведев дал поручение двум членам Правительства России и главе государственной компании «Российские железные дороги» Владимиру Якунину разобраться в ситуации с вывозом угля на территории Кемеровской области. Поручение может быть адресовано даже руководителю общественной организации.
Адресатом поручения может быть Верховный суд Российской Федерации. Практика отдачи поручений Верховному суду Российской Федерации существовала еще до поправок к Конституции Российской Федерации 2020 года, которые сделали поручения обязательными для исполнения. Так в Постановлении X Всероссийского съезда судей от 1 декабря 2022 года № 1 сказано о выполнении такого поручения:

В целях более широкого внедрения в сферу осуществления правосудия способов урегулирования споров посредством использования примирительных процедур, в том числе примирения, осуществляемого при содействии суда, по поручению Президента Российской Федерации Верховным Судом Российской Федерации был подготовлен и внесен в Государственную Думу Федерального Собрания Российской Федерации законопроект «О внесении изменений в отдельные законодательные акты Российской Федерации», принятый 26 июля 2019 года, которым предусматриваются возможности для лиц, участвующих в деле, урегулировать спор при содействии судебного примирителя, закрепляется институт судебного примирения, определяются принципы примирительных процедур, создаются условия для активной роли суда в содействии сторонам в урегулировании споров, в том числе возникающих из административных и иных публичных правоотношений.

## Срок исполнения Поручения Президента Российской Федерации и порядок его продления
Каждое поручение имеет срок исполнения. Этот срок определяется следующим образом:
- 3 дня со дня подписания Поручения — для поручений с пометкой «срочно»;
- 10 дней со дня подписания Поручения — для поручений с пометкой «оперативно»;
- 1 месяц со дня подписания Поручения — для поручений, где не указан срок их исполнения.

В Поручении также может быть указан конкретный срок его исполнения.
Срок исполнения Поручения Президента России может быть продлен (кроме поручений с пометками «срочно» и «оперативно»). Для этого руководитель федерального органа исполнительной власти, ответственного за исполнение Поручения Президента, не позднее, чем за 10 дней до истечения срока исполнения Поручения Президента, представляет в Правительство России предложение по продлению срока исполнения (с указанием причин продления).

## Контроль за исполнением Поручения Президента Российской Федерации
Контрольное управление Президента Российской Федерации обязано регулярно проводить проверки исполнения поручений и указаний Президента Российской Федерации федеральными органами исполнительной власти, иными федеральными государственными органами и органами исполнительной власти субъектов Российской Федерации.

## Оформление Поручения Президента Российской Федерации
В отличие от нормативных правовых актов поручение не имеет заголовка и в нем не указывают место его принятия (издания). Текст поручения включает две части: преамбулу (констатирующую) и распорядительную. Пункты в поручении оформляются арабскими цифрами с точкой и не имеют заголовков. Пункт в поручении может делиться на подпункты, которые оформляются арабскими цифрами или строчными буквами с закрывающей скобкой. Поручения написаны в официально-деловом стиле. Однако в поручениях нет как программных заявлений и политических деклараций (что свойственно Посланиям Президента Российской Федерации), так и особенностей нормативно-правовых актов.
Существуют два варианта оформления Поручения Президента России:
- На отдельном бланке с заголовком «Поручение»;
- В виде Перечня поручений Президента Российской Федерации.

Проект Поручения (Перечня поручений) Президента России сначала готовит Администрация Президента России, а потом утверждает руководитель Администрации Президента России.

## Исполнение Поручения Президента России
Поручение Президента России находится на контроле до его исполнения. Снять Поручение с контроля могут следующие лица:
- Президент Российской Федерации (во всех случаях);
- Глава Администрации Президента России (кроме поручений, срок исполнения которых продлен Президентом России);
- Глава Контрольного управления Администрации Президента России (кроме поручений, срок исполнения которых продлен Президентом России).

Организация исполнения поручения Президента России установлена Постановлением Правительства Российской Федерации от 16 августа 2011 года № 681. В некоторых субъектах Российской Федерации (по состоянию на 2020 год) действовали свои правовые акты, которые регулировали исполнение поручений Президента Российской Федерации органами государственной власти субъекта. Значительная часть поручений Президента Российской Федерации не выполняется своевременно. Председатель Правительства Российской Федерации обратился в Департамент контроля Правительства РФ с требованием представить аналитическую справку о выполнении и невыполнении в срок поручений главы государства заместителями Председателя Правительства РФ, министерствами и ведомствами. К 22 октября 2020 года этот документ был подготовлен и в нем отмечено, что из 2 836 поручений, которые Президент России дал к середине октября, в срок не были выполнены около 64 %.

### Отчетность по итогам исполнения Поручения Президента
Исполнитель Поручения предоставляет доклад о принятых в рамках исполнения Поручения мерах. Если в результате исполнения Поручения разработан проект нормативно-правового акта (Указа Президента России, федерального закона, акт Правительства России), то вместо Доклада предоставляется информация об этом акте.
Доклад (информация о внесенном проекте нормативно-правового акта) по итогам исполнения Поручения Президента России представляется Исполнителем на имя Президента России в Контрольное управление Администрации Президента России.

### Ответственность за неисполнение (ненадлежащее исполнение) Поручения Президента России
Поручение не является общеобязательным нормативно-правовым актом и ответственности за его неисполнение (ненадлежащее исполнение) нет. Однако со стороны Президента России имели место попытки ввести санкции в отношении тех должностных лиц, которые Поручения Президента не исполняют. 16 марта 2010 года Дмитрий Медведев, являясь президентом России, провел специальное совещание, которое контролю за исполнением Поручений Президента за 2009 год. Медведев потребовал увольнять чиновников, которые ответственны за то, что исполнение Поручений Президента России сорвано. В этой связи следует учесть, что в начале 2010-х годов даже устные высказывания Президента России (формально необязательные к исполнению) воспринимались российскими чиновниками как руководство к действию.
В 2014 году группа депутатов Государственной Думы подготовила законопроект N 487083-6 о внесении изменений в Кодекс Российской Федерации об административных правонарушениях и Уголовный кодекс Российской Федерации. Законопроект предлагал дополнить Кодекс Российской Федерации об административных правонарушениях статьей 17.3.1, предусматривавшей административную ответственность за неисполнение должностным лицом указов, распоряжений и поручений Президента Российской Федерации, если эти действия не содержат уголовно наказуемого деяния. В уголовном законе предполагалось дополнить статью 293 «Халатность» частью 1.1, которая предусматривала уголовную ответственность до 3-х лет лишения свободы за неисполнение (ненадлежащее исполнение) указов, распоряжений и поручений Президента Российской Федерации. Этот депутатский законопроект был снят с рассмотрения Государственной Думой в связи с его отзывом субъектом права законодательной инициативы.

## Публикация поручений Президента России
Администрация Президента России в письме от 10 января 2018 года № А26-01-ЗИ-118025191 сообщила, что полные тексты поручений Президента России не подлежат обязательному опубликованию и не высылаются гражданам по их запросам.
В некоторых случаях тексты поручений (перечней поручений) публикуются на официальном сайте Президента России (например, поручения, которые даны в целях реализации Посланий президента Федеральному собранию). При этом приводится информация по исполнению Поручения. На сайте Президента России есть специальный раздел «Поручения Президента», где можно проследить процесс «движения» этих поручений от начала и до конца.

## Поручения Президента России как основание для проведения контрольно-надзорных мероприятий
Некоторые поручения Президента России являются основанием для проведения контрольно-надзорных мероприятий. Такие поручения составляют очень небольшую часть от общего объема поручений. Так, из более чем 238 поручений, опубликованных в 2021 году на официальном сайте Президента России, только 4 поручения касались контрольно-надзорной деятельности:
- поручение Президента России по итогам программы «Прямая линия с Владимиром Путиным» (от 06 июля 2021 года) Генеральной прокуратуре Российской Федерации о проведении проверки по переселению граждан из аварийного жилья;
- поручение Президента России Роспотребнадзору о проведении инвентаризации стационарных источников выбросов загрязняющих веществ в Омске;
- поручение Президента России Роспотребнадзору о проведении проверки объектов накопленного вреда окружающей среде в Омске;
- поручение Президента России по итогам второго этапа ХХ съезда «Единой России» Правительству Российской Федерации принять решение о продлении до 31 декабря 2022 года запрета на осуществление плановых контрольных (надзорных) мероприятий в отношении субъектов малого предпринимательства, исключив распространение такого запрета на виды деятельности и объекты контроля с высоким риском причинения вреда жизни и здоровью граждан, а также возникновения чрезвычайных ситуаций природного и техногенного характера. Во исполнение этого поручения было принято Постановление Правительства Российской Федерации от 08 сентября 2021 года № 1520 «Об особенностях проведения в 2022 году плановых контрольных (надзорных) мероприятий, плановых проверок в отношении субъектов малого предпринимательства и о внесении изменений в некоторые акты Правительства Российской Федерации».

В связи с поручениями (обращениями) Президента России, согласно пункту 4 статьи 15 Федерального закона от 5 апреля 2013 года № 41-ФЗ (в редакции от 30 апреля 2021 года) «О Счетной палате Российской Федерации», Счетная палата Российской Федерации проводит контрольные и экспертно-аналитические мероприятия в сфере осуществления государственного аудита (контроля). Согласно пункту 7 статьи 33 этого закона контрольные и экспертно-аналитические мероприятия, проводимые на основании обращений и поручений Президента России, подлежат включению в годовой план работы Счетной палаты.
Пример проверки на основании поручения Президента России приводит В. В. Гриценко. Была проведена
проверка ООО «ЭкоТехноМенеджмент» по распоряжению временно исполняющего обязанности руководителя Управления Роспотребнадзора по Костромской области от 10 мая 2018 года № 201, изданного на основании приказа руководителя Роспотребнадзора от 24 ноября 2017 года № 1098, изданного в соответствии с
поручением Президента Российской Федерации от 15 ноября 2017 года № Пр-2319. По результатам проверки это предприятие было привлечено к административной ответственности за нарушение законодательства в области санитарно-эпидемиологического благополучия населения. Однако затем постановлением Костромского областного суда производство по делу было прекращено в связи с недоказанностью обстоятельств. Прекращая производство, суд указал, что проверка была проведена за пределами срока, установленного поручением Президента Российской Федерации.

## Правовая природа Поручений Президента России
Правовая природа поручений Президента России (по состоянию на 2020 год) законодательно определена не была. Мнения профессиональных юристов о правовой природе поручений Президента России различные. Юрист Я.Ю. Старцев отметил, что поручения не являются нормативными актами, их нельзя отнести к правовым актам, но и к неправовым актам поручения тоже нельзя отнести. В.П. Уманская считала, что поручение - акт с неопределенным статусом, «неизвестный юридической и правовой литературе и «несуществующий» для российских юристов». Председатель Конституционного суда Российской Федерации В.Д. Зорькин в 2011 году определил правовую природу Поручений Президента России как такую же как у указов и распоряжений Президента России:

…анализ нормативно-правовых актов в области государственного управления позволяет охарактеризовать поручения как инструмент реализации полномочий Президента РФ, обладающего такими же юридическими свойствами, как указы и распоряжения Президента, то есть носят подзаконный характер, занимают подчиненное по отношению к Конституции и законам место в иерархии нормативных правовых актов…
Доктор юридических наук В.В. Гриценко в 2021 году определила следующие признаки поручений Президента Российской Федерации как разновидности правовых актов публичного управления ненормативного характера:
- они представляют собой управленческое решение Президента Российской Федерации;
- принимаются Президентом России в одностороннем порядке;
- характеризуются властным волеизъявлением Президента России;
- определяют общеобязательные правила в сфере реализации контрольно-надзорных полномочий Президента России;
- имеют специальную форму;
- отвечают принципу законности;
- носят индивидуально-разовый персонифицированный характер;
- определяют границы поведения субъектов правоотношений;
- обязательны к исполнению;
- характеризуются оперативностью принятия;
- имеет ограниченный срок исполнения;
- не содержат норм права;
- являются основанием для проведения контрольно-надзорных мероприятий.

## Значение Поручения в системе управления
По мнению кандидата юридических наук А. Н. Артамонова, с помощью Поручений глава России осуществляет оперативное управление деятельностью любых субъектов управления. В. В. Комарова делает вывод о «поручительском праве» президента России, которое ассоциируется с «указным правом» Б. Н. Ельцина.